# Kiliare
Kiliare war ein französisches Flächenmaß und gleichzeitig ein rheinbayrisches Maß, das auch gesetzlich in der Pfalz galt.
- 1 Kiliare = 947980 Pariser Quadratfuß = 10 Hektar = 1000 Ar = 100.000 Quadratmeter
- 1 Kiliare = 100.000 Centiare/Quadratmeter